# Уборть
У́борть — річка в Звягельському та Коростенському районах Житомирської області (Україна) і Гомельській області (Білорусь). Тече територією Поліської низовини. Права притока Прип'яті (басейн Дніпра).

## Опис
Довжина Уборті 292 км, площа водозбірного басейну — 5 820 км². Серед ширина річища 10—15 м, у пониззі 50—60 м; течія повільна, похил річки 0,34 м/км. Річкова долина майже по всій довжині невиразна. Заплава двостороння, переважно заболочена, розчленована старицями та осушувальними каналами. Річище звивисте, у нижній течії утворює меандри, є острови. Основне живлення снігове та дощове. Характерна весняна повінь (до 50 % річного стоку). Річка сплавна; споруджено ставки.

## Розташування
Витоки розташовані на південному сході від Яблунівки (колишнє село Цицелівка) біля болота Гали. Спочатку річка тече на північний захід, перед містом Олевськом повертає на північний схід, впадає у Прип'ять на південь від міста Петриков (Білорусь).

## Притоки

### Ліві
Бересток, Мала Глумча, Бровник, Зольня, Кам'янка, Глибока Велика, Радоробель, Юрівка, Лядська, Глушковицький, Нересня, Литоша, Вигоща, Сліпча, Коростенька (Стара Уборть).

### Праві
Мокришка, Телина, Угля, Радча, Кишинська, Мудрич, Замликів, Либожада, Мутвиця, Погранична, Силець, Перга, Свидовець, Плотниця, Вішалка, Жмурня, Молода, Острожанка. 
- Вершина - невелика річка, довжиною приблизно 4 км., в колишньому Ємільчинському районі Житомирської області. Протікає через село Андрієвичі [2] [3] [4]. Ліва притока - Очеретинка[5]

Над річкою населені пункти: смт Ємільчине, місто Олевськ (Україна); Лельчиці (Білорусь); чимало сіл.

## Назва
Назва річки Уборті походить за однією з версій від «борті». За легендою раніше у лісах з дерев у цю річку стікав мед диких бджіл, тож вода ставала коричневою та солодкою.

## Риби Уборті
Уборть важлива річка для збереження різноманіття аборигенних видів риб. Тут живуть плітка звичайна, бистрянка російська, окунь звичайний, пічкур звичайний, слиж звичайний та інші види риб. Також в Уборті ще можна зустріти міногу українську, тварину з класу Міноги.

## Фотографії

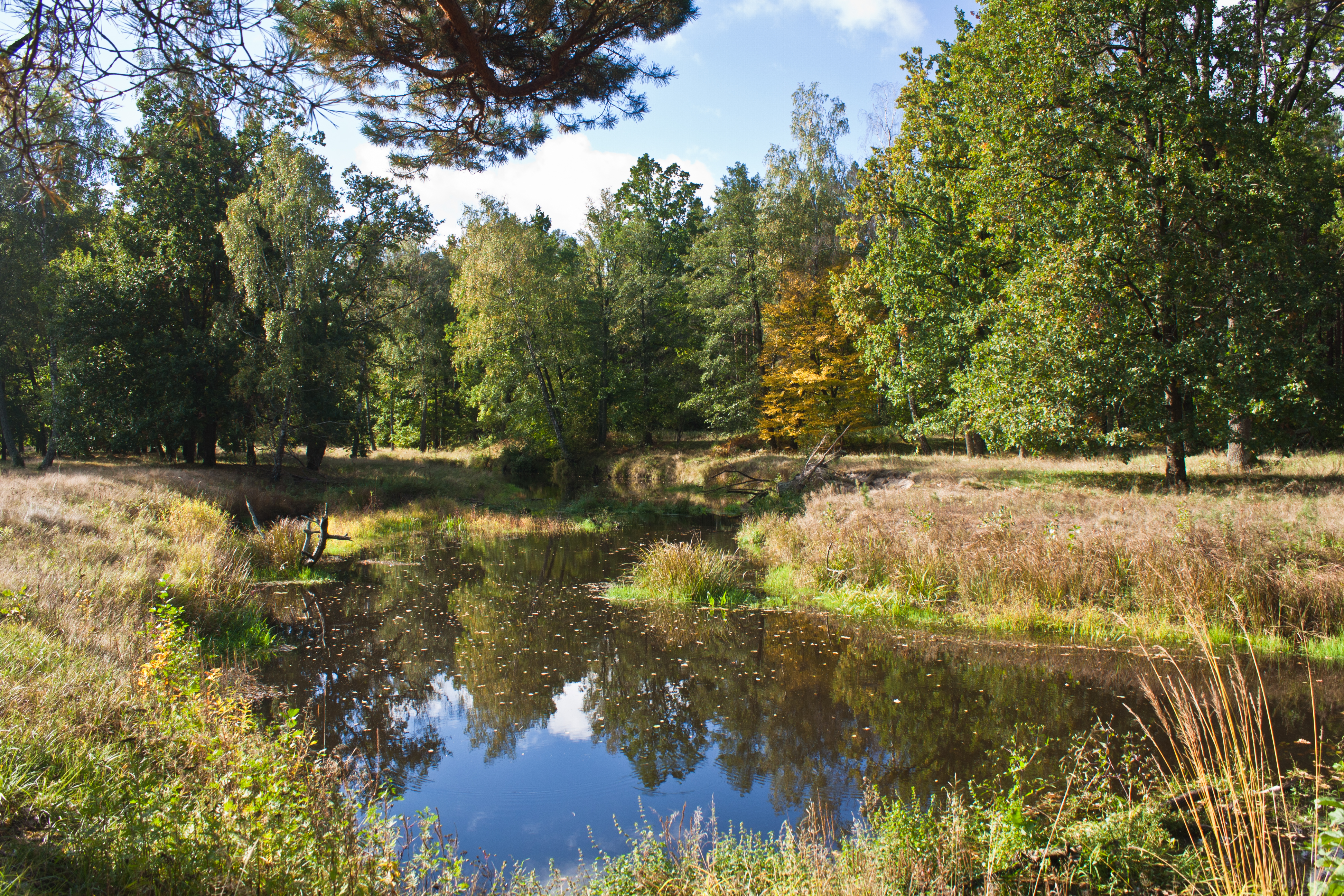
Річка Уборть. Коростенський район, Житомирська Область.
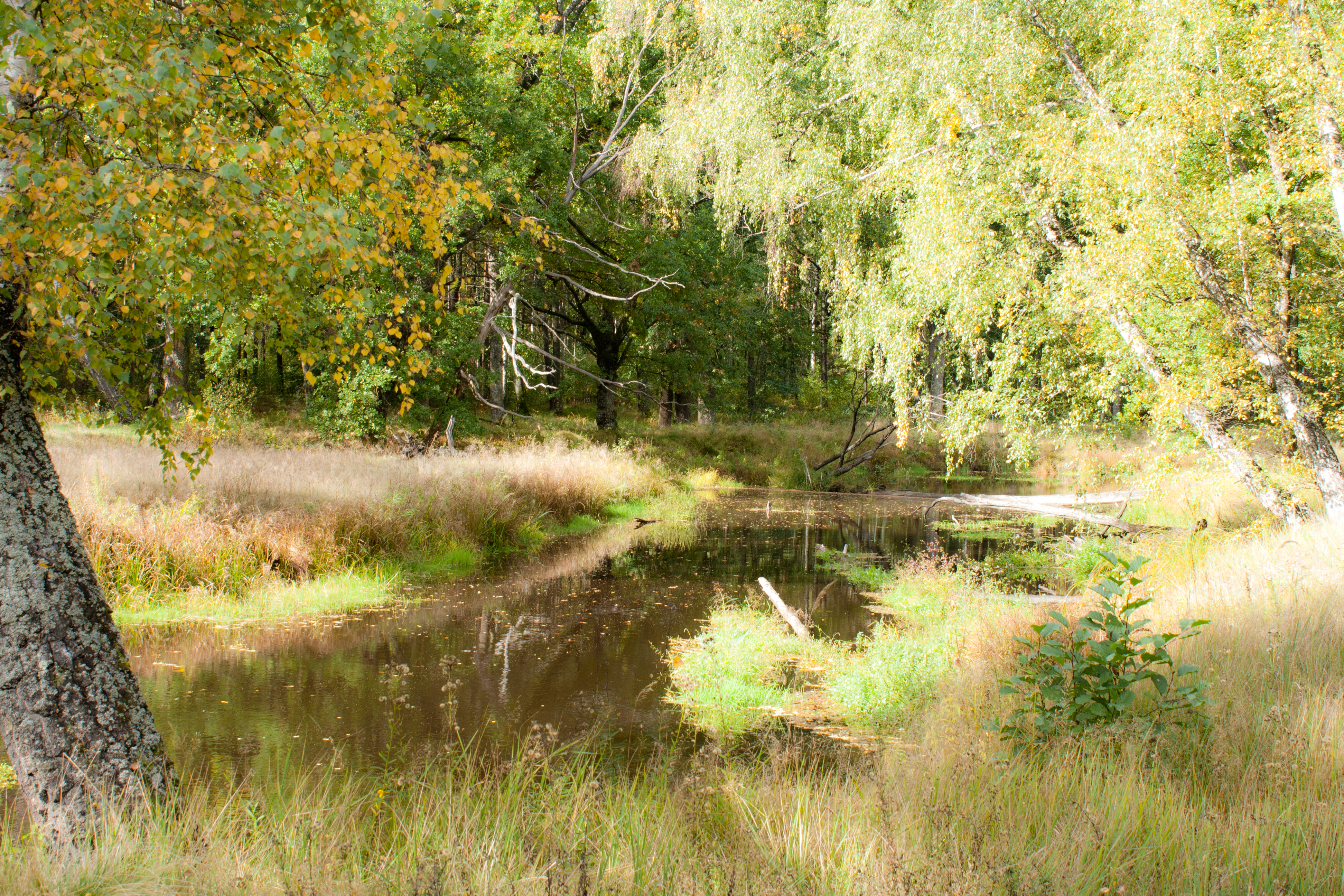
Річка Уборть. Коростенський район, Житомирська Область.
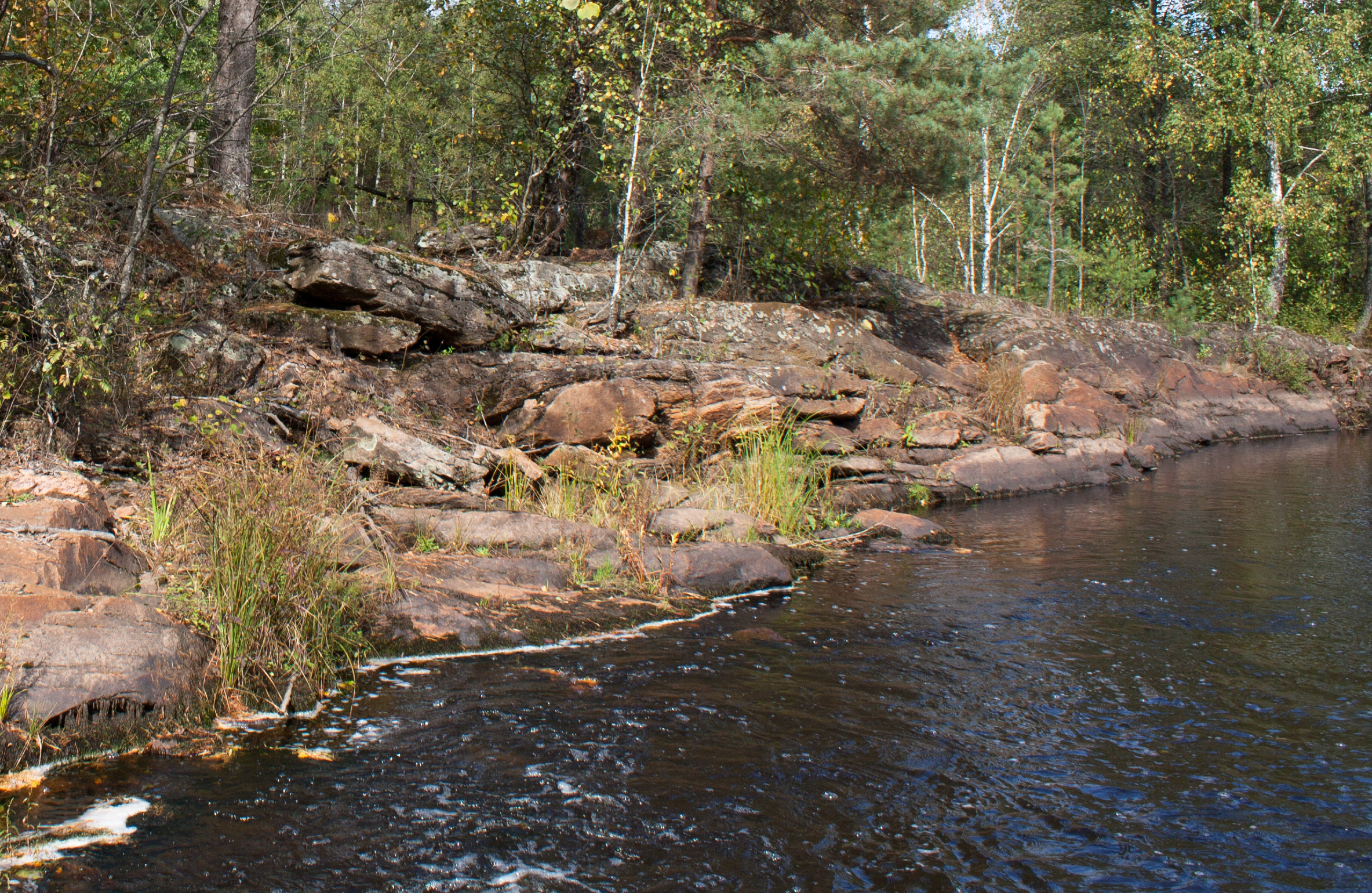
Річка Уборть. Коростенський район, Житомирська Область.